# 虑得堂
虑得堂位于江西省上饶市婺源县（旧属安徽省徽州府）浙源乡虹关村，建于清初。尤以立体雕刻和盆景著称。
虑得堂作为婺源徽饶驿道浙岭段的子项目，已列为江西省文物保护单位。。